# Tanjung Raja Barat
Tanjung Raja Barat is een bestuurslaag in het regentschap Ogan Ilir van de provincie Zuid-Sumatra, Indonesië. Tanjung Raja Barat telt 4492 inwoners (volkstelling 2010).